# Kvalita
Kvalita čili jakost je údaj o vlastnosti nějaké věci, odpověď na otázku „jaký?“ (latinsky qualis?) – podobně jako kvantita (množství) odpovídá na otázku „kolik?“ (latinsky quantum?) Kvality jsou obvykle přímo dostupné smyslovému poznání, kdežto množství je třeba zjišťovat měřením nebo počítáním. V důsledku toho ovšem kvality závisejí na úsudku a schopnostech pozorovatele, kdežto kvantitativní údaje lze obvykle ověřit a jsou objektivnější.

## Kvalita jako kategorie
Kvalita i kvantita patří mezi základní kategorie a uvádí je v této souvislosti Aristotelés i Kant. Kvality (barva, vůně, chuť, hebkost…) obvykle pocházejí ze smyslového vnímání a jsou pak nutně podmíněny vnímajícím subjektem i okolnostmi. I když i u nich lze rozlišit nějaké „více“ a „méně“, nedá se vyjádřit poměrem a číslem a je zpravidla také relativní: i ten největší pes je menší než malý slon, červená plocha je v červeném osvětlení světlá, kdežto v zeleném tmavá, a hluk motoru, který se na rušné ulici úplně ztratí, působí v tichu jako ohlušující.
Aristotelés a scholastika rozlišuje kvality podstatné nebo primární, které „jsou ve věci“, a kvality nahodilé či sekundární, vznikající teprve při vnímání, a tedy subjektivní. Program novověké filosofie zahrnuje také kritiku pojmu kvality (Hobbes, David Hume aj.) a věda se snaží domnělé kvality nahradit či vyjádřit měřitelnými veličinami. Jednou z prvních, kde se to už v předhistorických dobách podařilo, byla váha, původně smyslový vjem tíže nějakého předmětu, který však lze vyjádřit pomocí váhových jednotek a závaží. Podobně se dá smyslový dojem velikosti vyjádřit jako kvantita pomocí délkových jednotek a měření. V průběhu novověku se ukázalo, že také například teplota, výška tónu, tvrdost a dokonce i barva se dají přesně měřit a vyjadřovat čísly, čili stávají se kvantitami.

## Kvality v přirozeném světě
Nicméně přesná číselná označení, jak je užívá věda, se do přirozeného světa naší běžné zkušenosti nehodí. Údaj o vlnové délce zeleného světla nevystihuje dojem lesa a působil by v běžné řeči směšně. Tříkilová kniha zůstane „těžká“, kdežto tříkilový stan „lehký“. Označení kvalit se kromě toho běžně užívají jako metafory a „kyselý obličej“ nelze vyjádřit údajem o pH.
Vyjádření spektrální barvy vlnovou délkou světla odmítal Goethe a napsal proti Newtonovi svoji „Nauku o barvách“. O rehabilitaci kvalit se přičinil také Henri Bergson, Edmund Husserl nebo Jan Patočka a populární americký autor R. M. Pirsig (Zen a umění údržby motocyklu) zavedl pojem „metafysika kvalit“.

## Řízení kvality v ekonomickém životě

### Pojem řízení kvality
Pojem kvality se tak přenesl do běžného života, do obchodu a marketingu, kde dnes znamená praktické ocenění dobrého („kvalitního“) zboží nebo služby, a to i v teoretických souvislostech (např. „kvalita života“). Oproti označení „dobrý“ budí slovo „kvalitní“ dojem hodnocení jaksi objektivního a samo o sobě často znamená vysokou jakost („kvalitní výrobek“).
V moderním řízení výroby se pak často hovoří o systémech řízení jakosti nebo kvality (angl. quality control, někdy nesprávně překládané jako „kontrola“ kvality), čímž se míní nejen průběžná kontrola výrobků, ale také odstraňování zjištěných nedostatků, vylepšování výrobků i motivace pracovníků, aby si kvality hleděli. Jednou z nejčastěji užívaných metod je tzv. Shewhartův nebo také Demingův cyklus (Plan – Do - Check – Act čili PDCA).
ČSN EN ISO 9000:2000 je jakost, jejímž synonymem v českém jazyce je slovo kvalita, definována jako stupeň splnění požadavků souborem inherentních znaků.
Podle prof. Milana Zeleného je užívání českého výrazu „jakost“ místo mezinárodního slova „kvalita“ celosvětovou výjimkou. Tento český výraz má podle něj význam užší a méně popisný – nemluví se běžně například o jakostním člověku, jakosti života, jakosti výrobního procesu nebo jakosti zaměstnance ani jakosti služby. Slovo „jakostní“ se používá pouze pro člověkem vyrobené nebo přetříděné předměty (uhlí, jablka, dobytek). V prvním, dnes už řidším a spíše archaickém významu je slovo jakost částečným synonymem ke slovu „kvalita“. Běžnější je význam sekundární, ve smyslu norem a stupňů „dobrosti“, zařazení do určité kategorie, utřídění za účelem cenového odstupnění. Slovo „jakost“ se nepoužívá u zboží, pro které se taková systematická kategorizace nepoužívá, například u lokomotiv, počítačů nebo většiny služeb. Jakost je předmětem tradičního předmětu zbožíznalství. Zatímco kvalitu určuje zákazník, jakost určuje byrokrat.
Tradiční české kategorie kvality u potravin, zejména ovoce a zeleniny, bývaly výběr, I. jakost, II. jakost a nestandard (NS). V dopravě se používají různé systémy označování cestovní třídy. V pohostinství byly podniky v době socialismu zařazovány do cenových skupin (od toho se nálevnám nejnižší úrovně říká například „zaplivaná čtyřka“, protože IV. cenová skupina byla nejnižší). Existují také různé „značky kvality“, jejichž hodnota se odvíjí od autority a renomé organizací, které je udělují.

### Politika jakosti
Definice politiky jakosti podle Vebera „Politika jakosti vyjadřuje základní představu, nasměrování chování celé organizace v oblasti jakosti v delším časovém horizontu.“
Má charakter interního i externího sdělení.
Politiku jakosti obvykle vypracovává vrcholové vedení podniku, které má dále za úkol ji veřejně vyhlásit, seznámit s jejím zněním všechny pracovníky společnosti a další zainteresované strany.
Neexistuje žádný předpis, který by stanovoval, co má politika jakosti obsahovat. Jedná se vždy pouze o verbální popis toho, co se v systémech managementu jakosti očekává od vrcholového vedení. Avšak její charakter závazku z ní činí jedno ze zásadních strategických prohlášení.

### Normy z oblasti environmentálního managementu
Environmentální management je systém řízení, který je zaměřen na sledování a zlepšování všech činností podniku, které ovlivňují, nebo mohou ovlivnit, kvalitu životního prostředí nebo zdraví a bezpečnost zaměstnanců. Systém se zaměřuje na prevenci vzniku odpadů, efektivnější využívání surovin a paliv, spotřebu vody a čištění odpadních vod, emise do ovzduší, úniky nebezpečných látek a kontaminace vody a půdy a další.
Mezinárodní normy ISO 14000 specifikují základní požadavky environmentálního managementu, nikoliv specifické kriteria. Normy požadují, aby organizace formulovala svou environmentální politiku a cíle v oblasti životního prostředí a zohlednila své významné vlivy na životní prostředí.

### Management kvality ve službách
Znaky jakosti služeb zahrnují kromě znaků pozorovaných a posuzovaných zákazníkem (např. způsob a doba obsluhy) i znaky, které si zákazník sám často neuvědomuje, a které tím pádem neposuzuje např. kvalifikace poskytovatele.
Například ve školství je cílem zavést systém jakosti, jenž splňuje požadavky ISO 9001:2000.
V telekomunikacích je využíván vysoce kvalitním systémem TL 9000, který obsahuje metriky určené speciálně pro telekomunikační průmysl.
Pro bankovnictví je nedůležitější řízení bezpečností informací a v neposlední řadě je kladen důraz na jakost ve zdravotnictví, se zaměřením na kvalitu zdravotní péče tedy souhrn výsledků dosažených v prevenci, diagnostice a léčbě, určených potřebami obyvatelstva na základě lékařských věd a praxe. Ve zdravotnictví se můžeme setkat s několika systémy jakosti například SAK, JCI, JCAHO. Dále jsou do zdravotnictví implementovány normy ISO 9001, ISO 14001, OHSAS 18 001 a jiné.

### Certifikace
Přechod k jednotnému evropskému trhu s sebou nese i volný pohyb zboží. Každá země však musí mít nástroj pro ochranu svých občanů před prodejem výrobků a služeb s nízkou jakosti, které by mohly ohrozit jejich bezpečnost a zdraví.
Budování vlastní sítě prověřovacích pracovišť v každé zemi, které by prověřovaly všechno dovážené a prodávané zboží, je ekonomicky nerealizovatelné. Proto byla v roce 1989 vydána Evropským společenstvím direktiva 89/C267/03 „Globální přístup k certifikaci a zkoušení“, která má sjednocovat přístupy jednotlivých zemí k ověřování shody výrobků s předpisy tak, aby výsledky tohoto ověření mohly být uznávány nejen tam, kde bylo ověření provedeno, ale i v dalších zemích, které jednotné principy přijaly. Certifikace se stává v podmínkách volného trhu běžnou záležitostí a certifikát nevyhnutelnou podmínkou uzavření obchodní smlouvy. Další tlak na potřebu certifikace vytvářejí odběratelé, kteří implementovaný systém jakosti a jako jedno z kritérií hodnocení dodavatelů používají hodnocení jejich systému jakosti. Aby snížili náklady spojené s prověřováním systémů jakosti u dodavatele, žádají, aby sami dodavatelé prokázali funkčnost svých systémů jakosti. To v praxi znamená, že dodavatelé jsou postaveni před potřebu certifikace, i když získání certifikátu není povinné.
Certifikaci můžeme potom definovat jako „činnost třetí strany, kterou prokazuje dosažení přiměřené důvěry, že náležitě identifikovaný výrobek, proces, kvalifikace personálu či systém jakosti je ve shodě s předepsanou normou nebo jiným (např. dohodnutým) normativním dokumentem“.
Výsledkem certifikačního procesu je udělení či neudělení osvědčení o dosažení shody.
Úroveň systému jakosti, resp. procesu, výrobku, personálu mohou posuzovat a osvědčení o shodě vydávat pouze nestranné a nezávislé společnosti, tzv. certifikační orgány, které musí splňovat velmi náročná kritéria, stanovená EN 45011-45013, resp. jejich ekvivalenty ČSN EN 45011-45013, kterými se musí řídit, aby byly uznávány na národní nebo evropské úrovni za způsobilé a spolehlivé při certifikaci systému jakosti, výrobků nebo pracovníků. Uznávání způsobilosti certifikačních orgánů mohou provádět pouze tzv. akreditační orgány (akreditace je oficiální uznání, že laboratoř, zkušebna, nebo certifikační orgán jsou způsobilé vykonávat stanovené činnosti a splňují požadavky nezávislosti, celistvosti, způsobilosti a nezaujatosti).
V rámci úplnosti je nutno podotknout, že v určitých oborech již dodavatelům nestačí certifikáty udělené třetí stranou na základě ověření shody s normou ČSN EN ISO 9001:2001, ale odběratelé si provádějí zákaznické audity nebo vyžadují ověření třetí stranou podle náročnějších kritérií např. QS 9000.
Podle objektu certifikace se rozlišuje: certifikace výrobků, certifikace systémů jakosti a certifikace pracovníků.
Současným trendem v oblasti certifikace lze požadovat od dodavatelů společně s osvědčením shody pro výrobek i certifikát pro systém jakosti podle příslušné certifikační normy. Část certifikačních orgánů, které jsou akreditovány pro výkon certifikace systémů jakosti, klade jako podmínku získání certifikátu systému certifikace pracovníků. Všechny způsoby certifikace tak vyvářejí jednotný systém zajišťující vytvoření maximálně možné míry důvěry odběratelů v dodavatele a jejich výrobky.
Základem certifikace systému jakosti je prověření jejich souladu s normou ČSN EN ISO 9001:2001, která je ekvivalentem mezinárodní normy ISO 9001:2000. Splnění požadavků potvrzuje certifikační orgán vystavením certifikátu na systém jakosti. Certifikovaný systém jakosti vytváří dobrý základ i pro zabezpečení spolehlivosti výrobků a pro splnění přísných legislativních požadavků států Evropské unie v oblasti ručení výrobce za výrobek.
Při rozhodování o certifikaci systému jakosti je významným aspektem, který musí být náležitě zvážen, volba certifikačního orgánu. V souvislosti s tímto rozhodováním je nutné si klást následující otázky:
- Má certifikační orgán prokázánu způsobilost k certifikaci akreditací u mezinárodně uznávaného akreditačního orgánu?
- Uznává zákazník certifikát od zvažovaného certifikačního orgánu (které certifikační instituce mají na trzích dodavatele nejvyšší důvěru?)?
- Jaký je rozsah certifikace, kolik kontrolních auditů daný certifikační orgán vykonává mezi certifikačním auditem a reauditem, jaká je cena?

Certifikační orgán musí prověřit systém jakosti v celém rozsahu, ve všech prvcích, které vyžaduje zvolená certifikační norma.

### Notifikace
Notifikace je oznámení národního akreditačního orgánu příslušným orgánům společenství o ustanovení tohoto národního akreditačního orgánu.

### Akreditace
Akreditace je oficiální uznání, že zkušební laboratoř, kalibrační laboratoř, zkušebna výrobků, vzdělávací organizace, certifikační orgán jsou způsobilé provádět určité zkoušky nebo určité přesně definované druhy zkoušek, kalibrační, certifikační nebo inspekční činnosti.
Národní akreditační orgán založený vládou České republiky je Český institut pro akreditaci. Podle serveru www.cia.cz: „Akreditací se rozumí oficiální uznání (reprezentované vydáním Osvědčení o akreditaci), že certifikační orgán je způsobilý provádět certifikaci produktů“.

### Přístupy k řízení jakosti
Koncepce řízení jakosti na bázi norem ISO je založena na doporučeních, jejichž dodržování by mělo vést k zabezpečení jakosti v podniku. V případě koncepce řízení jakosti na bázi komplexního řízení kvality (Total Quality Management, TQM) se zabezpečování jakosti stává přímo součástí strategického řízení celého podniku. V souvislosti s koncepcí řízení jakosti na bázi environmentálního managementu (ISO 14001) se záměr zajišťování jakosti rozšiřuje o tzv. ekologický standard, který klade důraz na neznečišťování životního prostředí při výrobě, používání i likvidaci výrobku.

#### Filosofie
- (anglicky) Quality, New Advent, Catholic encyclopedia
- (německy) Qualität Friedrich Kirchner – Wörterbuch der philosophischen Grundbegriffe (1907), filosofický slovník

#### Technické a podnikové řízení
- (anglicky) A proposed universal definition of 'quality'
- (anglicky) DocQuality Document references on quality theme Archivováno 29. 9. 2020 na Wayback Machine.
- (anglicky) Quality Management links
- ISO9004 Standard